# Mała Wilszanka (rejon białocerkiewski)
Mała Wilszanka (ukr. Мала Вільшанка) – wieś na Ukrainie, w obwodzie kijowskim, w rejonie białocerkiewskim, siedziba hromady. W 2001 liczyła 1852 mieszkańców, wśród których 1805 wskazało jako ojczysty język ukraiński, 43 rosyjski, 2 mołdawski, 1 białoruski, a 1 inny.